# Metatiron tropakis
Metatiron tropakis är en kräftdjursart som först beskrevs av J. L. Barnard 1972.  Metatiron tropakis ingår i släktet Metatiron och familjen Synopiidae. Inga underarter finns listade i Catalogue of Life.